# Metaxymorpha mariettae
Metaxymorpha mariettae es una especie de escarabajo del género Metaxymorpha, familia Buprestidae. Fue descrita científicamente por Nylander en 2004.